# Sport Club Americano (Porto Alegre)
Lo Sport Club Americano, noto anche semplicemente come Americano, era una società calcistica brasiliana con sede nella città di Porto Alegre, capitale dello stato del Rio Grande do Sul.

## Storia
Il club è stato fondato il 4 giugno 1912, come Sport Club Hispano-Americano, successivamente ha cambiato nome in Sport Club Americano l'anno successivo. Ha vinto il Campionato Gaúcho nel 1928. Negli anni 40, il club si fuse con una squadra di proprietà di un gruppo di studenti, e cambiò nome in Americano-Universitário, ma la fusione non ha avuto successo, e l'anno successivo il club venne sciolto.

## Palmarès

### Competizioni statali
- Campionato Gaúcho: 1

1928
- Campionato di Porto Alegre: 3

1924, 1928, 1929